# Agostino Spinola (cardinale 1482)
Agostino Spinola (Savona, 1482 – Roma, 18 ottobre 1537) è stato un cardinale e vescovo cattolico italiano appartenente alla famiglia Spinola, pronipote di Papa Sisto IV e cugino di Papa Giulio II. Fu camarlengo dei papi Clemente VII e Paolo III, segretario di papa Giulio II, vescovo di Perugia, amministratore apostolico di Savona e Alatri, abate dell'abbazia di San Quintino, ecc.

## Origine
Nacque a Savona (prima dalla data che in genere venne collocata) da Giovanni fu Niccolò Spinola, castellano di Todi, e Petruccia fu Paolo Riario, sorella di Pietro e Girolamo Riario (marito di Caterina Sforza), nipoti di papa Sisto IV. Il padre apparteneva a un ramo degli Spinola stabilito a Savona nel XIV secolo. Il fratello Francesco Spinola, acquirente del feudo di Garessio e del Palazzo della Rovere (Savona), sposò Benedetta del Carretto, figliastra di Andrea Doria, mentre un altro fratello, Carlo, gli succede nel vescovado di Perugia. Anche una sorellastra, Maria de Zoagli, viene ricordata come moglie di Ramberto III Malatesta.
Di gran importanza furono i legami con la consorteria della Rovere attraverso la nonna Bianca della Rovere, sorella di Sixto IV, in particolare con i cardinali Giuliano della Rovere (Papa Giulio II), Tommaso Riario, Raffaele Riario Sansoni e Leonardo Grosso della Rovere, con i quali è ritratto da Raffaello Sanzio nella Messa di Bolsena dietro Giulio II, e anche con l'arcivescovo d'Avignone Orlando della Rovere-del Carreto, tutti importanti promotori del Rinascimento italiano.

## Carriera
Come esponente dell'aristocrazia mercantile ligure, riceve un'importante formazione finanziaria e commerciale che gli permise di entrare al servizio del cugino Raffaele Riario Sansoni, all'epoca vescovo di Cuenca in Spagna, il quale, rimasto a Savona, nel 1501 invia a Agostino a Spagna con carica di canonico, vicario generale e provvisore della diocesi di Cuenca .
All'ascensione del cugino Giuliano della Rovere come papa Giulio II nel 1503 è nominato protonotario apostolico, e nel 1505 segretario apostolico del papa, anche se rimase in Spagna fino al 1510, quando ricevette la nomina di vescovo di Perugia (il 19 dicembre 1509).
Alla morte di Giulio II e l'ascensione del cardinale Giovanni de' Medici come Leone X, divenne così suo stretto collaboratore. Partecipò ad alcune sessioni del Concilio Lateranense V (1512-1517) e accompagnò papa Leone X nel suo viaggio verso Bologna per concludere le trattative con il re Francesco I de Francia dopo la battaglia di Marignano.
Arrestato il cardinale Raffaele Riario Sansoni per la morte di Leone X, intervenne in suo favore e ottenne sua liberazione dopo il pagamento di 50 mila ducati.
Nel 1518, ottone da papa Adriano VI la nomina di abate commendatario di San Pastore di Contigliano (che mantenne fino alla morte) e anche le rendite sui vescovati di Cuenca e di León in Spagna.
Fu creato cardinale presbitero nel concistoro del 3 maggio 1527 col titolo di San Ciriaco alle Terme Diocleziane (poi cambiato con il titolo di Sant'Apollinare nel 1534). Fu camerlengo di Santa Romana Chiesa dal 1528 alla sua morte. Nel 1529 rinunciò alla sede vescovile di Perugia in favore del fratello Carlo Spinola.
Dal 1º gennaio 1532 all'8 gennaio 1533 fu camerlengo del Sacro Collegio.

## Morte e mausoleo
Morì a Roma, la salma fu trasferita a Savona e tumulata nel sepolcro degli Spinola nel convento di San Domenico il Vecchio al Priamar, demolito per i genovesi nel 1544. Il bassorilievo marmoreo della tomba si trova ora nel Palazzo del Carretto-Pavese-Pozzobonelli.

## Galleria d'immagini

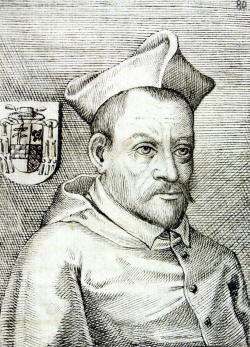
Ritratto del cardinale Agostino Spinola (anonimo)
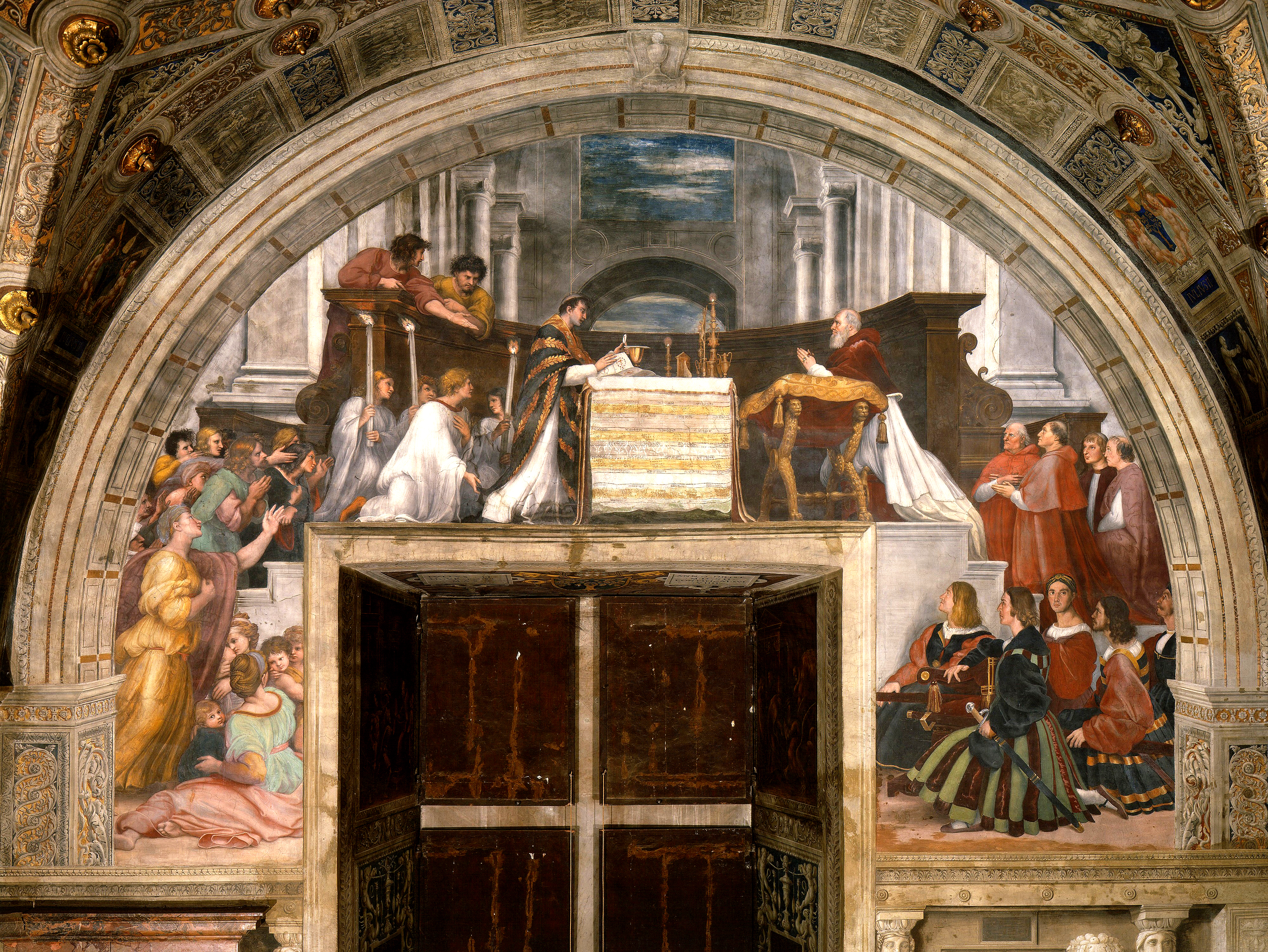
Messa di Bolsena di Raffaello Sanzio alle Stanze di Raffaello (Palazzi Vaticani)
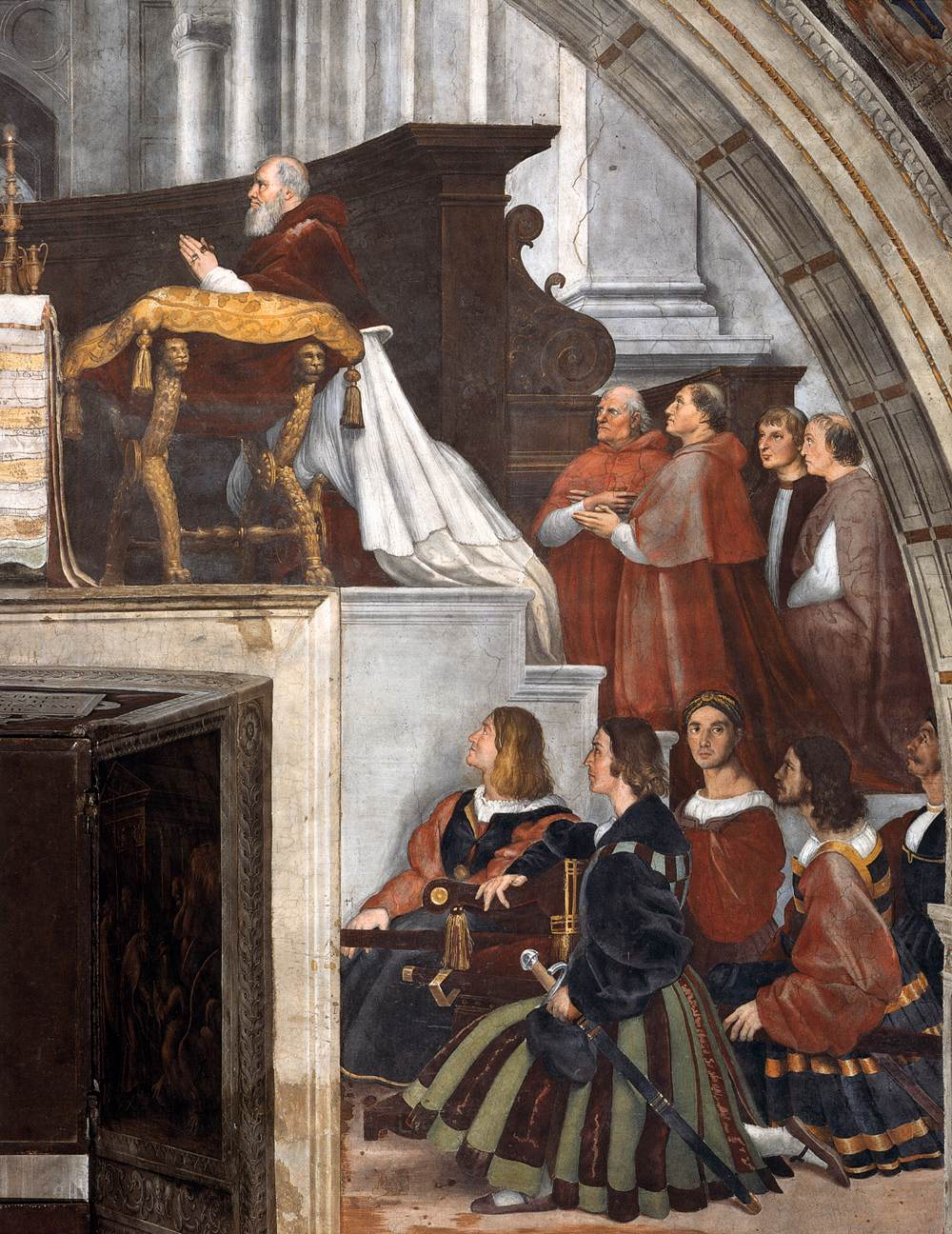
Ritratti dei cardinali Agostino Spinola, Leonardo Grosso della Rovere, Raffaele Riario e Tommaso Riario dietro papa Giulio II nella Messa di Bolsena (Raffaelo Sanzio).
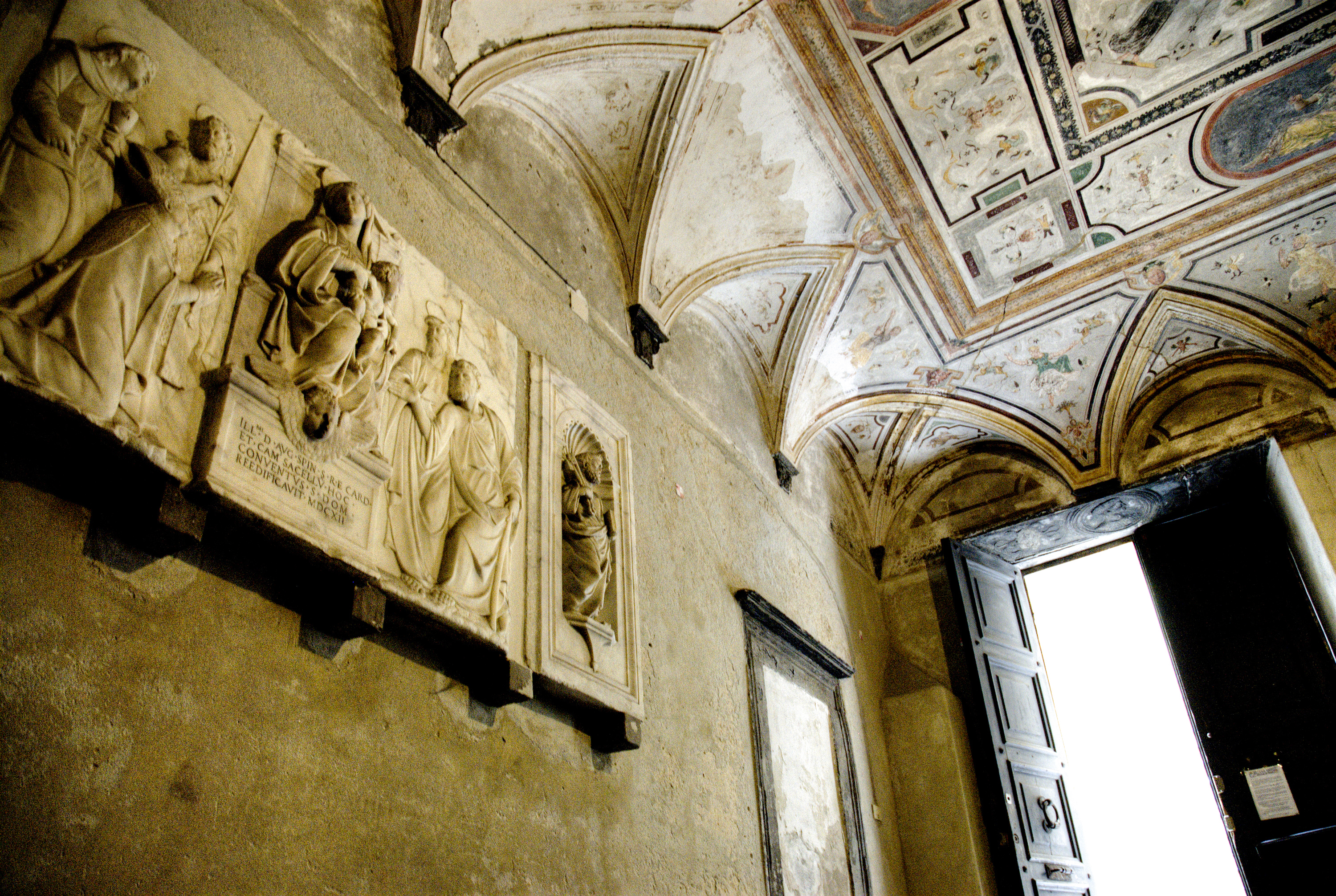
Resti del mausoleo del cardinale Agostino Spinola nell'atrio del Palazzo del Carretto-Pavese-Pozzobonelli a Savona

## Successione apostolica
La successione apostolica è:
- Cardinale Giacomo Simonetta (1529)
- Vescovo Paolo Capizucchi (1535)
- Vescovo Baldo Farrattini (1537)

## Ascendenza
|                                      |                 |                                | Genitori                  |  |  | Nonni |  |  | Bisnonni                    |  |  | Trisnonni                    |  |
|                                      |                 |                                |                           |  |  |       |  |  | Antonio Spinola di San Luca |  |  | Lodovico Spinola di San Luca |  |
|                                      |                 |                                |                           |  |  |       |  |  | Antonio Spinola di San Luca |  |  | Lodovico Spinola di San Luca |  |
|                                      |                 | Caterina del Carretto          |                           |  |  |       |  |  | Antonio Spinola di San Luca |  |  |                              |  |
| Niccolò Spinola di San Luca          |                 |                                |                           |  |  |       |  |  | Antonio Spinola di San Luca |  |  |                              |  |
|                                      |                 | Despina Vivaldi                | …                         |  |  |       |  |  |                             |  |  |                              |  |
|                                      |                 | Despina Vivaldi                | …                         |  |  |       |  |  |                             |  |  |                              |  |
|                                      |                 | Despina Vivaldi                | …                         |  |  |       |  |  |                             |  |  |                              |  |
| Giovanni Spinola, castellano di Todi |                 | Despina Vivaldi                |                           |  |  |       |  |  |                             |  |  |                              |  |
|                                      |                 | Cattaneo Spinola               | Oberto Spinola            |  |  |       |  |  |                             |  |  |                              |  |
|                                      |                 | Cattaneo Spinola               | Oberto Spinola            |  |  |       |  |  |                             |  |  |                              |  |
|                                      |                 | Cattaneo Spinola               | Orietta                   |  |  |       |  |  |                             |  |  |                              |  |
| Niccolosia Spinola                   |                 | Cattaneo Spinola               |                           |  |  |       |  |  |                             |  |  |                              |  |
|                                      |                 | Bianca Vivaldi                 | …                         |  |  |       |  |  |                             |  |  |                              |  |
|                                      |                 | Bianca Vivaldi                 | …                         |  |  |       |  |  |                             |  |  |                              |  |
|                                      |                 | Bianca Vivaldi                 | …                         |  |  |       |  |  |                             |  |  |                              |  |
| Agostino Spinola                     |                 | Bianca Vivaldi                 |                           |  |  |       |  |  |                             |  |  |                              |  |
|                                      | Raffaele Riario | Bartolomeo Riario              |                           |  |  |       |  |  |                             |  |  |                              |  |
|                                      | Raffaele Riario | Bartolomeo Riario              |                           |  |  |       |  |  |                             |  |  |                              |  |
|                                      | Raffaele Riario | …                              |                           |  |  |       |  |  |                             |  |  |                              |  |
| Paolo Riario                         | Raffaele Riario |                                |                           |  |  |       |  |  |                             |  |  |                              |  |
|                                      |                 | Teodorina Spinola di Luccoli   | Nicolò Spinola di Luccoli |  |  |       |  |  |                             |  |  |                              |  |
|                                      |                 | Teodorina Spinola di Luccoli   | Nicolò Spinola di Luccoli |  |  |       |  |  |                             |  |  |                              |  |
|                                      |                 | Teodorina Spinola di Luccoli   | …                         |  |  |       |  |  |                             |  |  |                              |  |
| Petruccia Riario                     |                 | Teodorina Spinola di Luccoli   |                           |  |  |       |  |  |                             |  |  |                              |  |
|                                      |                 | Leonardo Beltramo della Rovere | …                         |  |  |       |  |  |                             |  |  |                              |  |
|                                      |                 | Leonardo Beltramo della Rovere | …                         |  |  |       |  |  |                             |  |  |                              |  |
|                                      |                 | Leonardo Beltramo della Rovere | …                         |  |  |       |  |  |                             |  |  |                              |  |
| Bianca della Rovere                  |                 | Leonardo Beltramo della Rovere |                           |  |  |       |  |  |                             |  |  |                              |  |
|                                      |                 | Luchina Monteleoni             | Giovanni Monteleoni       |  |  |       |  |  |                             |  |  |                              |  |
|                                      |                 | Luchina Monteleoni             | Giovanni Monteleoni       |  |  |       |  |  |                             |  |  |                              |  |
|                                      |                 | Luchina Monteleoni             | …                         |  |  |       |  |  |                             |  |  |                              |  |
|                                      |                 | Luchina Monteleoni             |                           |  |  |       |  |  |                             |  |  |                              |  |